# Bactrocera cinnamea
Bactrocera cinnamea är en tvåvingeart som beskrevs av Drew 1989. Bactrocera cinnamea ingår i släktet Bactrocera och familjen borrflugor. Inga underarter finns listade.